# Arcidiocesi di Dakar
L'arcidiocesi di Dakar (in latino Archidioecesis Dakarensis) è una sede metropolitana della Chiesa cattolica in Senegal. Nel 2023 contava 538.940 battezzati su 5.093.320 abitanti. È retta dall'arcivescovo André Gueye.

## Territorio
L'arcidiocesi comprende per intero la regione di Dakar, il dipartimento di M'bour nella regione di Thiès e il dipartimento di Fatick nella regione omonima, in Senegal.
Sede arcivescovile è la città di Dakar, dove si trova la cattedrale di Nostra Signora delle Vittorie.
Il territorio è suddiviso in 62 parrocchie.

## Storia
Il vicariato apostolico del Senegambia fu eretto il 6 febbraio 1863 con il breve Ex hac di papa Pio IX, in seguito alla divisione del vicariato apostolico delle Due Guinee e del Senegambia, da cui trasse origine anche il vicariato apostolico delle Due Guinee (oggi arcidiocesi di Libreville).
Il 18 ottobre 1897 cedette una porzione del suo territorio a vantaggio dell'erezione della prefettura apostolica della Guinea francese (oggi arcidiocesi di Conakry).
Il 27 gennaio 1936 assunse il nome di vicariato apostolico di Dakar per effetto della bolla Non semel Apostolica di papa Pio XI.
Il 25 aprile 1939 cedette una porzione del suo territorio a vantaggio dell'erezione della prefettura apostolica di Zinguinchor (oggi diocesi).
Il 14 settembre 1955 il vicariato apostolico è stato elevato al rango di arcidiocesi metropolitana con la bolla Dum tantis di papa Pio XII.
Il 21 gennaio 1957 e il 6 febbraio 1969 ha ceduto ulteriori porzioni del suo territorio a vantaggio dell'erezione rispettivamente della prefettura apostolica di Kaolack (oggi diocesi) e della diocesi di Thiès.

## Cronotassi dei vescovi
Si omettono i periodi di sede vacante non superiori ai 2 anni o non storicamente accertati.
- Aloys Kobès, C.S.Sp. † (6 febbraio 1863 - 11 ottobre 1872 deceduto)
- Jean-Claude Duret, C.S.Sp. † (22 agosto 1873 - 29 dicembre 1875 deceduto)
- François-Marie Duboin, C.S.Sp. † (20 giugno 1876 - luglio 1883 dimesso)
- François-Xavier Riehl, C.S.Sp. † (23 novembre 1883 - 23 luglio 1886 deceduto)
- Mathurin Picarda, C.S.Sp. † (19 luglio 1887 - 22 gennaio 1889 deceduto)
- Magloire-Désiré Barthet, C.S.Sp. † (30 luglio 1889 - 15 dicembre 1898 dimesso)
- Joachim-Pierre Buléon, C.S.Sp. † (6 giugno 1899 - 13 giugno 1900 deceduto)
- François-Nicolas-Alphonse Kunemann, C.S.Sp. † (27 febbraio 1901 - 20 marzo 1908 deceduto)
- Hyacinthe-Joseph Jalabert, C.S.Sp. † (13 febbraio 1909 - 12 gennaio 1920 deceduto)
- Louis Le Hunsec, C.S.Sp. † (22 aprile 1920 - 26 luglio 1926 nominato superiore generale della Congregazione dello Spirito Santo)
- Auguste Grimault, C.S.Sp. † (24 gennaio 1927 - 12 dicembre 1946 dimesso)
- Marcel-François Lefebvre, C.S.Sp. † (12 giugno 1947 - 23 gennaio 1962 nominato arcivescovo, titolo personale, di Tulle)
- Hyacinthe Thiandoum † (24 febbraio 1962 - 2 giugno 2000 ritirato)
- Théodore-Adrien Sarr (2 giugno 2000 - 22 dicembre 2014 ritirato)
- Benjamin Ndiaye (22 dicembre 2014 - 22 febbraio 2025 ritirato)
- André Gueye, dal 22 febbraio 2025

## Statistiche
L'arcidiocesi nel 2023 su una popolazione di 5.093.320 persone contava 538.940 battezzati, corrispondenti al 10,6% del totale.
| anno | popolazione | popolazione | popolazione | presbiteri | presbiteri | presbiteri | presbiteri                | diaconi | religiosi | religiosi | parrocchie |
| anno | battezzati  | totale      | %           | numero     | secolari   | regolari   | battezzati per presbitero | diaconi | uomini    | donne     | parrocchie |
| ---- | ----------- | ----------- | ----------- | ---------- | ---------- | ---------- | ------------------------- | ------- | --------- | --------- | ---------- |
| 1949 | 62.969      | 1.933.366   | 3,3         | 40         | 2          | 38         | 1.574                     |         | 38        | 135       | 7          |
| 1969 | 105.400     | 1.323.000   | 8,0         | 117        | 26         | 91         | 900                       |         | 183       | 280       | 30         |
| 1980 | 130.000     | 1.366.000   | 9,5         | 90         | 12         | 78         | 1.444                     |         | 135       | 257       | 27         |
| 1990 | 215.863     | 1.650.000   | 13,1        | 97         | 30         | 67         | 2.225                     |         | 165       | 265       | 30         |
| 1999 | 226.404     | 1.959.342   | 11,6        | 126        | 59         | 67         | 1.796                     |         | 186       | 345       | 33         |
| 2000 | 230.904     | 1.998.528   | 11,6        | 124        | 59         | 65         | 1.862                     |         | 189       | 333       | 32         |
| 2001 | 293.535     | 3.010.384   | 9,8         | 142        | 70         | 72         | 2.067                     |         | 177       | 362       | 33         |
| 2002 | 331.175     | 3.094.983   | 10,7        | 139        | 67         | 72         | 2.382                     | 1       | 161       | 364       | 37         |
| 2003 | 336.107     | 3.094.983   | 10,9        | 142        | 73         | 69         | 2.366                     | 1       | 189       | 373       | 38         |
| 2004 | 475.224     | 3.234.100   | 14,7        | 151        | 77         | 74         | 3.147                     |         | 187       | 383       | 38         |
| 2006 | 340.000     | 3.179.000   | 10,7        | 139        | 83         | 56         | 2.446                     | 2       | 167       | 358       | 42         |
| 2013 | 455.000     | 3.677.000   | 12,4        | 168        | 101        | 67         | 2.708                     |         | 229       | 416       | 46         |
| 2016 | 494.000     | 3.989.000   | 12,4        | 175        | 93         | 82         | 2.822                     |         | 252       | 263       | 50         |
| 2019 | 418.653     | 4.796.255   | 8,7         | 188        | 98         | 90         | 2.226                     |         | 278       | 227       | 57         |
| 2021 | 444.445     | 5.095.330   | 8,7         | 215        | 119        | 96         | 2.067                     |         | 246       | 314       | 57         |
| 2023 | 538.940     | 5.093.320   | 10,6        | 227        | 136        | 91         | 2.374                     |         | 230       | 206       | 62         |